# 阿朗乡
阿朗乡（藏語：ངར་ནང་），是中华人民共和国西藏自治区拉萨市林周县下辖的一个乡镇级行政单位。

## 行政区划
阿朗乡下辖以下地区：
拉康村、嘎列村、布岗村和阿布村。